# Gonioma
Gonioma là chi thực vật có hoa trong họ Apocynaceae.